# Бельтран, Раймундо
Эдгар Раймундо Бельтран (англ. Edgar Raymundo Beltran; род. 23 июля 1981, Лос-Мочис, Синалоа, Мексика) — мексиканский боксёр-профессионал, выступавший в полулёгкой, во второй полулёгкой, в лёгкой, в первой полусредней, и в полусредней весовых категориях. Среди профессионалов бывший чемпион мира по версии WBO (2018) в лёгком весе.

## Карьера
Раймундо Бельтран дебютировал на профессиональном ринге 2 июля 1999 года победив Виктора Мануэля Мендозу. 1 октября 2002 года в поединке против Карлоса Диаса выиграл свой первый профессиональный титул — WBC FECARBOX в полулёгком весе. 3 марта 2008 года выиграл вакантный титул континентального чемпиона Америки во втором полулёгком весе.
18 сентября 2008 года потерпел поражение от Аммета Диаса в поединке за титул чемпиона по версии WBA Fedelatin в лёгком весе. 4 марта 2011 года выиграл титул чемпиона по версии USBA в лёгком весе. 13 мая 2011 года предпринял попытку завоевать титул WBO NABO, но проиграл единогласным судейским решением угандийцу Шарифу Богере.
16 февраля 2018 года в бою с намибийский боксёром Паулусом Мозесом, выиграл вакантный титул чемпиона мира в лёгком весе по версии WBO. 25 августа 2018 года проиграл титул пуэрториканцу Хосе Педрасе.

## Статистика профессиональных боёв
В таблице перечислены результаты всех поединков боксёров.
В каждой строке указан результат поединка. Дополнительно номер поединка обозначен цветом, который обозначает итог поединка. Расшифровка обозначений и цветов представлена в нижеследующей таблице.
| Пример | Расшифровка                     |
| ------ | ------------------------------- |
|        | Победа                          |
|        | Ничья                           |
|        | Поражение                       |
|        | Планируемый поединок            |
|        | Поединок признан несостоявшимся |
| КО     | Нокаут                          |
| ТКО    | Технический нокаут              |
| PTS    | Решение судей (по очкам)        |
| UD     | Единогласное решение судей      |
| MD     | Решение большинства судей       |
| SD     | Раздельное решение судей        |
| RTD    | Отказ от продолжения боя        |
| DQ     | Дисквалификация                 |
| NC     | Поединок признан несостоявшимся |

| 47 поединков, 36 побед (22 нокаутом), 1 ничья, 9 поражений. | 47 поединков, 36 побед (22 нокаутом), 1 ничья, 9 поражений. | 47 поединков, 36 побед (22 нокаутом), 1 ничья, 9 поражений. | 47 поединков, 36 побед (22 нокаутом), 1 ничья, 9 поражений. | 47 поединков, 36 побед (22 нокаутом), 1 ничья, 9 поражений. | 47 поединков, 36 побед (22 нокаутом), 1 ничья, 9 поражений.                                                               |
| Бой                                                         | Дата боя                                                    | Соперник                                                    | Место проведения боя                                        | Раунд, время                                                | Примечание |
| ----------------------------------------------------------- | ----------------------------------------------------------- | ----------------------------------------------------------- | ----------------------------------------------------------- | ----------------------------------------------------------- | --- |
| 47                                                          | 28 июня 2019                                                | Ричард Комми (28-2)                                         | Темекьюла, Калифорния, США                                  | KO 8 (12), 0:54                                             | Бой за титул чемпиона по версиям IBF в среднем весе. Бельтран не вложился в лимит веса, титул на кону лишь для Комми.     |
| 46                                                          | 10 февраля 2019                                             | Хироки Окада (19-0)                                         | Фресно, Калифорния, США                                     | KO 9 (10), 2:09                                             | Завоевал вакантные титулы чемпиона по версиям WBC Continental Americas и WBO Inter-Continental в первом полусреднем весе. |
| 45                                                          | 25 августа 2018                                             | Хосе Педраса (24-1)                                         | Глендейл, Аризона, США                                      | UD 12 (12)                                                  | Счёт: 112-115, 110-117, 110-117. Потерял титул чемпиона мира по версии WBO (1-я защита Бельтрана) в лёгком весе.          |
| 44                                                          | 16 февраля 2018                                             | Паулус Мозес (40-3)                                         | Рино, Невада, США                                           | UD 12 (12)                                                  | Счёт: 116-112, 117-111, 117-111. Завоевал вакантный титул чемпиона мира по версии WBO в лёгком весе.                      |